# 王大珩
王大珩（1915年2月26日—2011年7月21日），男，江苏吴县人，生于日本东京，中国光学专家，中国光学界的重要学术奠基人、开拓者和组织领导者。开拓和推动了中国光学研究及光学仪器制造、特别是国防光学工程事业，曾获国家科技进步特等奖。在激光技术、遥感技术、计量科学、色度标准等方面都作出了重要贡献，是两弹一星功勋奖章获得者之一、高科技863计划的主要倡导者。

## 生平
1915年2月26日生于日本东京。1929年至1932年中学时代就读于礼贤书院。1932年至1936年就读于清华大学物理系。
1937年参加了国民政府的兵工工作，从南京撤退到长沙。
1938年考取第六届中英庚款公费留学。1938年至1940年在英国伦敦大学帝国学院物理系技术光学专业组学习，获硕士学位。1941年至1942年在英国雪菲尔大学玻璃制造系从事博士研究工作。
1942年至1948年任英国昌司玻璃公司研究实验部物理师。
1949年3月28日至1951年任大连大学工学院（今大连理工大学）教授，应用物理系主任。1951年至1983年任中国科学院长春光学精密机械研究所（1956年前为中国科学院仪器馆）研究员、所长。1955年5月31日　获选中国科学院学部委员（中国科学院院士）。1956年兼任国家十二年科技远景规划仪器仪表项目和计量技术项目组长，1957年兼任国家科委仪器仪表专业组长、国家计量局顾问。
1958年8月至1965年2月，长春光学精密机械学院（今长春理工大学）创始人，首任院长。在文革有傳言他被關押看守，不過後來領導詢問時，他聲稱是自願掃廁所低調躲過批鬥，動亂期間长春光機所有十人左右不幸犧牲。
1978年至1982年，秩序恢復後開始任哈尔滨科学技术大学（哈尔滨理工大学）校长。1979年加入中国共产党。1979年至1983年任中国科学院长春分院院长。1983年至1994年任中国科学院技术科学部副主任、主任。1983年至1987年任中国科学院空间中心主任。
1986年3月与王淦昌、杨嘉墀、陈芳允一起写信给邓小平，提出发展中国的高新技术，导致863计划得以启动。
1986年6月，中国科学技术协会第三次全国代表大会在北京召开，选举产生第三届全国委员会。6月28日，第三届全国委员会第一次会议召开，推举其担任副主席。
1995年5月，中国科学技术协会第四次代表大会召开，并选举产生第四届全国委员会。5月27日，第四届全国委员会第一次会议召开，其被选为荣誉委员。
2011年7月21日13时02分，因病在北京逝世，享年96岁。

## 家庭
父亲王应伟在世纪初曾留学日本，是早期的地球物理和气象学家。母亲周秀清极其重视对子女的教育。

## 社会兼职
1979年至1991年任中国光学学会理事长。1984年至1995年任哈尔滨科学技术大学名誉校长。1996年至2011年任哈尔滨理工大学名誉校长。1986年至1992年任中国仪器仪表学会理事长、中国计量测试学会理事长、北京市科协主席。

## 奖项和荣誉
1994年当选中国工程院院士。
1999年9月与钱学森、钱三強、邓稼先等共23人一起获两弹一星功勋奖章。